# Invazia (film din 1945)
Invazia (titlul original: în rusă Нашествие, transliterat: Nașestvie) este un film dramatic sovietic, realizat în 1945 de regizorul Abram Room, după piesa omonimă a scriitorului Leonid Leonov, scrisă în 1941, care a primit Premiul Stalin gradul I, iar pentru film regizorul și actorii au primit premiul Stalin gradul II.
Protagoniștii filmului sunt actorii Oleg Jakov, Vladimir Gremin, Olga Jizneva și Liudmila Glazova. 

## Rezumat
Fiodor Talanov este eliberat din închisoare. Înainte cu trei ani, în 1938, a fost condamnat pentru tentativă de crimă bazată pe gelozie. Acuma, în spatele lui este o închisoare, iar în față este necunoscutul, deoarece este anul 1941 și pentru că orașul în care locuiește familia lui, a fost ocupat de naziști...

## Distribuție
- Oleg Jakov – Fiodor Talanov
- Vladimir Gremin – Ivan Talanov, tatăl său
- Olga Jizneva – Anna Talanova, mama sa
- Liudmila Glazova – Olga Talanova, sora sa
- Zinaida Morskaia – Demidievna
- Liudmila Șabalina – Aniska, nepoata Demidievnei
- Valerian Valerski – Kolesnikov, comitetul executiv pre-districtual
- Vasili Vanin – Nikolai Faiunin
- Grigori Șpighel – Kokorîșkin, trădător de patrie
- Sveatoslav Astafiev – Aleksandr Masalski
- Mihail Epelbaum – Walter Schpure
- Vladimir Blașov – Pașa
- Piotr Zvanțev – generalul neamț

## Premii
- Premiul Stalin gradul II, pentru regizor și actori